# هاري رينغ
هاري رينغ (بالإنجليزية: Harry Ring)‏ هو صحفي أمريكي، ولد في 1918، وتوفي في 18 أبريل 2007.